# 沈演之
沈演之（397年—449年），字臺真，吴兴武康（今德清）人。沈演之出身江東豪族吳興沈氏，是王敦之亂時支持王敦的沈充玄孫。南朝宋官員，得宋文帝重用。

## 生平
沈演之家族世代為將，曾祖父沈勁為東晉堅守洛陽而死，父親沈叔任亦是晉末將領。不過，沈演之為人好學，每天都讀《老子》上一百遍，十一歲時就獲劉柳稱許道：「此童終為令器。」義熙十四年（418年），父親去世，演之承襲其另一個爵位吉陽縣五等侯'。郡府辟命演之為主簿，後州府也命其為從事史，西曹主簿，又舉秀才，當過嘉興令，都有能幹的名聲。後又先後轉任司徒祭酒，南譙王劉義宣的左軍主簿及錢唐令，又有政績，轉任司徒主簿。後母親去世，卻獲任命為武康令，沈演之推辭不果，只有上任，但百多日後就稱病離職，待為母守喪期滿後才再任司徒左西掾、揚州治中從事史。元嘉十二年（435年），江東遭遇水災，發生饑荒，吳興郡、義興郡以及吳郡的錢唐縣的米價都急升，沈演之與尚書祠部郎江邃以兼散騎常侍身份巡視撫恤災區，並獲准因當地情況自行決定安撫救災的行動。演之到後就開了官倉賑濟災民，有生兒子的民戶每口給一斗米，刑獄案件有疑點都會將之釋放，災區百姓都因而獲益。
後演之轉揚州別駕從事史，領吳興郡中正。演之因得時以司徒、揚州刺史掌政的劉義康親待而得於本州長期任職達十多年。不過，義康心腹劉湛當時聚集勢力排擠宋文帝重用的殷景仁，圖獨佔朝權；演之卻不肯與劉湛合作，於是被其在義康面前中傷，一次和義康論事時不合其意，義康就說：「自今以後，我不復相信。」演之本身就與殷景仁交好，也盡心為朝廷服務，宋文帝見此就讓其任尚書吏部郎。
元嘉十七年（440年），宋文帝誅殺劉湛等人，任命演之為右衞將軍。不久殷景仁去世，文帝就讓范曄當左衞將軍，演之及范曄於是共掌禁軍，參與機密要事。元嘉二十年（443年）遷侍中，仍兼右衞將軍，當時宋文帝就說：「侍中領衞，望實優顯，此蓋宰相便坐，卿其勉之。」次年，宋文帝下令討伐林邑國，朝臣大多都不同意，只有演之及廣州刺史陸徽表示同意；到檀和之擊敗林邑班師後帶來大量戰利品，文帝將黃金、牲口及銅器賜給群臣時就特別分多點給演之。後轉中領軍。范曄其時圖謀立被廢的劉義康，演之察覺共將之報告文帝，文帝最終瓦解范曄等人的圖謀。
沈演之後改領國子祭酒，本州大中正，隨後又轉任吏部尚書，領太子右衞率。雖然沈演之一直都沒能升上宰相之位，但一直都很得文帝重用，即使演之後來久病，文帝也讓他臥病處事。元嘉二十六年（449年），沈演之因病沒有跟文帝出拜皇陵，而當文帝回宮後召見他，他勉力應召，但走到尚書下省時就暴卒，享年五十三歲。

## 性格特徵
沈演之喜歡舉薦賢才，幫助一些仕途不暢的人，不過自己就堅持謙虛簡約，宋文帝曾經賜他女伎，演之都不肯受。

## 家族

### 第五代祖先
- 沈充

### 曾祖父母輩
- 沈勁

### 祖父母輩
- 沈赤黔，沈勁子，晉大長秋[1]

### 父母輩
- 沈叔任，官至建威將軍、益州刺史。

### 同輩
- 沈融之，沈叔任子，早卒

### 子女輩
- 沈睦，沈演之子，黃門郎，通直散騎常侍。後因罪而被流放始興郡。
- 沈勃，沈睦弟，曾多次因罪免官，官至司徒左長史，為宋後廢帝所誅。
- 沈統，沈勃弟，著作佐郎。

## 延伸阅读
[在维基数据编辑]
 《宋書·卷63》，出自沈约《宋书》
 《南史·卷36》，出自李延壽《南史》